# Železniška postaja Dobova
Železniška postaja Dobova je ena izmed železniških postaj v Sloveniji, ki oskrbuje bližnje naselje Dobova.
Postaja je najprometnejši železniški mejni prehod s Hrvaško in edini, ki je od nadgradnje leta 2005 do vstopa Hrvaške v schengensko območje 1. januarja 2023 izvajal popolno dejavnost schengenske zunanje meje EU (tu so bile zagotovljene vse obmejne storitve). Šifra mejnega prehoda je bila 554.